# بسیار مخفی
بسیار مخفی (انگلیسی: So Undercover) یک فیلم اکشن-کمدی به کارگردانی تام وان و نویسندگی آلان لوب و استیون پرل است. در این فیلم مایلی سایرس، جرمی پیون و مایک اومالی به ایفای نقش می‌پردازند. فیلم نخستین بار در ۷ دسامبر ۲۰۱۲ در بریتانیا منتشر شد و در ۵ فوریه ۲۰۱۳ به‌صورت فیلم ویدئویی در ایالات متحده منتشر شد. فیلم فقط در سینماهای ۱۳ کشور دنیا منتشر شده‌است و بدون تاریخ اکران از سال ۲۰۱۱ تا ۲۰۱۳ پخش شد.

## بازیگران
- مایلی سایرس
- جرمی پیون
- مایک اومالی
- Lauren McKnight
- جاش بومن
- کلی آزبورن
- الوییز مامفورد
- مگان پارک
- الکسیس نپ
- آتم ریسر
- ماتیو ستل